# Bromus briziformis
Bromus briziformis es una especie herbácea perenne perteneciente a la familia de las gramíneas (Poaceae).  

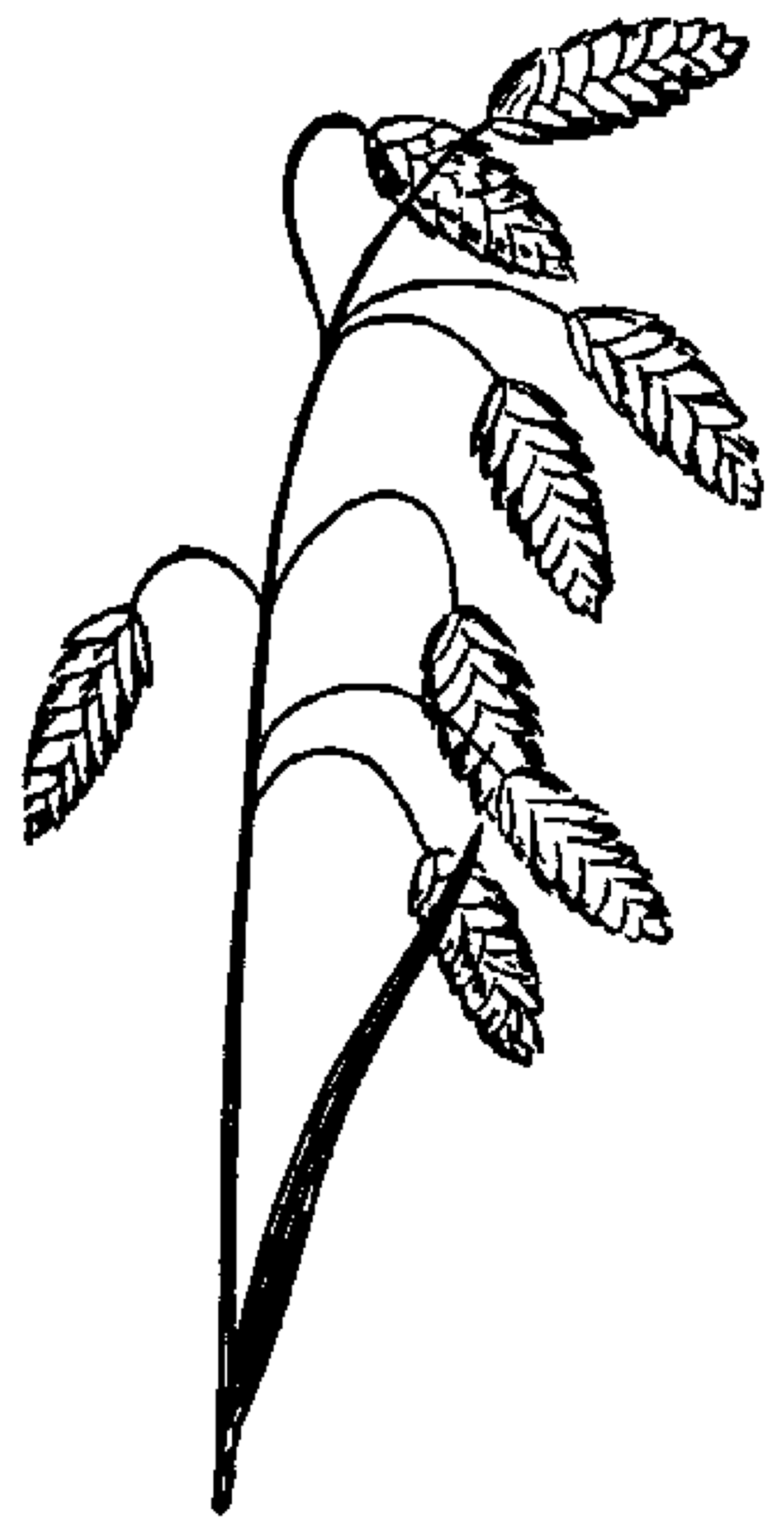
Ilustración

## Descripción
Es una hierba anual que alcanza un tamaño de hasta 70 centímetros de altura. La inflorescencia es abierta con espigas planas. Cada espiguilla se compone de frutas redondas con capas y al moverse, asemejan el ruido de una serpiente de cascabel.

## Distribución y hábitat
Es originaria de Eurasia y se encuentra en América del Norte como una especie introducida. 

## Taxonomía
Bromus briziformis fue descrita por Fisch. & C.A.Mey. y publicado en Index Seminum (St. Petersburg) 3: 30. 1837.
Etimología
Bromus: nombre genérico que deriva del griego bromos = (avena), o de broma = (alimento).
briziformis: epíteto latino que significa "con la forma de Briza",  particularmente Briza maxima.
Sinonimia
- Bromus briziformis var. aristata Willk.
- Bromus briziformis var. thalysianus Pénzes
- Bromus squarrosus var. muticus C.A.Mey.
- Bromus squarrosus-muticus C.A.Mey.
- Serrafalcus briziformis (Fisch. & C.A.Mey.) Amo	[3][4]